# ディアナ〜 禁断の罠
『ディアナ〜禁断の罠』（ディアナ きんだんのわな、原題:acorralada（アコララーダ））とは、ベネズエラのベネビジョンで2007年に製作され、アメリカ合衆国のスペイン語系テレビ局ユニビジョンで放送されていたテレノベラである。オリジナルは全187話だが、日本語化の際91話に編集された。日本では、クラビット・アリーナ、BSジャパンにて放映中。

## あらすじ
看護師のディアナは、働きはじめたイラサバル家の息子・マキシミリアノと恋に落ちる。しかし、イラサバル家はディアナの実母・フェドラ（ガビオタ）の宿敵であった…。

## 登場人物
- ディアナ（アレハンドラ・ラズカノ）

優秀な看護師。妹のガビ・祖母のミゲリナと暮らしている。訪問看護師として働きだしたイラサバル家でマキシミリアノと恋に落ちる。無実の罪により入れられた拘置所で母とは知らずにフェドラと出会う。
- マキシミリアノ（ダビッド・ゼペダ）

イラサバル家の長男。妻マルフィルは2年前から意識不明。訪問看護師としてやって来た、ディアナと恋に落ちる。
- マルフィル（デボラ二役）（マリッツァ・ロドリゲス）

マキシミリアノの妻マルフィルは2年前、銃弾を浴び意識不明が続く。双子の妹デボラは、イラサバル家の財産を狙い、マルフィルとすり替わる。
- パコ（ロベルト・マテオス）

パコズ・バーのオーナー。フェドラの恩人で、カラメロの父。
- ガビ（マリアナ・トレス）

ディアナの妹。イラサバル家でメイドとして働く。ラリに想いを寄せる。
- フェドラ（ガビオタ）（ソンヤ・スミス）

香水会社を経営していたが、元従業員であるオクタビアの罠にかかり夫を殺され、会社とディアナ・ガビを奪われてしまう。刑期を終え、歌手ガビオタとしてイラサバル家への復讐を狙う。
- オクタビア（フランセス・オンディビリア）

イラサバル家の女当主。邪魔になった夫を殺すなど冷酷な性格。
- ラリ（ウィリアム・レビー）

イラサバル家の次男。マキシミリアノの弟。モデルをしている。女性にモテモテだが性格は一途。
- パオラ（エリザベス・グティエレス）

イラサバル家の長女。末娘。自由奔放に遊びまわっている。
- ブルーナ（アリシア・プラザ）

イラサバル家で権力を持つ謎の女。マルフィル・デボラ姉妹の実母。
- カミーラ（バーナ・ブロレス）

マキシミリアノの婚約者。イグナシオと過去に関係があった。ディアナに敵意を持つ。
- ピラール（ディアナ・オソリオ）

ラリの婚約者。実はキケと交際している。
- イグナシオ（オーランド・フンディチェリ）

医師。ディアナに相手にされず逆上して病院を辞めさせ拘置所に追いやった。イラサバル家でディアナと再会し、執着する。
- アンドレス（ユル・バークル）

イグナシオの運転手。デボラの夫。
- ディエゴ（ジョージ・ルイス・ピラ）

ディアナの幼馴染でピアノ教師。パオラにピアノを教えている。ディアナに想いを寄せる。
- パンチョ（ジュリアン・ジル）

ディエゴの兄。弟と違って軽薄な女好き。
- カラメロ（マリッツァ・ブスタマンテ）

パコの娘。パンチョと交際している。
- ジョランダ（オフェリア・カノ）

オクタビアの姉。フェドラに対し罪の意識を持つ。オクタビアを諌める存在。
- レネ（パウロ・セサール・ケベド）

パオラの遊び仲間。ジョランダに好意を持つ。
- エミリオ（ラウル・オリボ）

マキシミリアノの会社の片腕。カミーラの兄。
- サンタ（グリセルダ・ノグエラス）

マキシミリアノたちの祖母。ディアナと仲良くなる。
- シルビータ（マリアナ・フエルド）

カミーラの従姉妹。様々なカツラをかぶっている。占いにはまっている騒がしい女性。
- ロドリゴ（ベルニエ・パズ）

弁護士でガビオタの友人。シーズン3より登場。
- シャロン（バレンティナ・ボーベ）

ロドリゴの娘。わがままで奔放な性格。ラリを巡ってガビと敵対する。シーズン3より登場。